# Science City Jena
El Science City Jena es un club de baloncesto profesional de la ciudad de Jena, que milita en la Basketball Bundesliga, la primera categoría del baloncesto alemán. Disputa sus partidos en el Sparkassen-Arena Jena, con capacidad para 2.750 espectadores.

## Historia
Aunque nunca fue un gran deporte en la antigua Alemania Oriental , el baloncesto empezó en Jena en la década de 1960. En 1994, un nuevo programa de baloncesto se encuentra en el " Turn- und Sportverein ( TUS ) Jena ". Empezando por las divisiones inferiores del club, ganó el ascenso a la segunda división ( 2. Liga Süd ) en el año 2001. Una vez establecido en el deporte profesional, el club comenzó a convertirse en una única organización llamada Baskets Jena GmbH, con la cual tiene la licencia .
El mayor éxito hasta el momento ha sido el ascenso a la primera división (BBL ) en 2007. La estancia en la liga superior duró solo un año, después de que club terminara último después de un año lleno de acontecimientos. Al ascender, el equipo pasó al pabellón con más capacidad " JenArena " que permitió asistencias hasta de 3.000 personas en una construcción temporal. Las dificultades financieras en el mantenimiento del " JenArena " llevaron al retorno al gimnasio " Werner- Seelenbinder -Halle.

## Nombres
- erdgas baskets Jena (1994-2006)
- POM baskets Jena (2006-2007)
- Science City Jena (2007-)

## Posiciones en Liga
| Temporada | Nivel | Liga       | Pos. | Competiciones europeas |
| --------- | ----- | ---------- | ---- | ---------------------- |
| 2010–11   | 2     | ProA       | 14º  |                        |
| 2011–12   | 2     | ProA       | 8º   |                        |
| 2012–13   | 2     | ProA       | 7º   |                        |
| 2013–14   | 2     | ProA       | 5º   |                        |
| 2014–15   | 2     | ProA       | 5º   |                        |
| 2015–16   | 2     | ProA       | 1º   |                        |
| 2016–17   | 1     | Bundesliga | 13º  |                        |
| 2017–18   | 1     | Bundesliga | 13º  |                        |
| 2018–19   | 1     | Bundesliga | 18º  |                        |
| 2019-20   | 2     | ProA       | 3º   |                        |

## Palmarés
- Subcampeón de la 2.Bundesliga Grupo Sur

2006

## Jugadores destacados
| - Tyler Kepkay - Shaun Durant - Guido Grünheid - Michael Jost - Sebastian Machowski | - Alexander Seggelke - Johannes Voigtmann - Alvin Cruz - Kenny Barker - Larry Cunningham | - Mark Davis - Lavelle Felton - Immanuel McElroy - Adrian Moss - Austen Rowland | - Billy Rush - Garrett Sim - Sean McCaw - Ryan DeMichael - Ajmal Basit |